# Байкулов, Шогаиб Хусеинович
Шогаиб Байкулов (1895—1970)  — участник Первой мировой войны, офицер Белого движения. Уполномоченный от ЧВПС. Организовал убийство Джатдая Байрамукова.

## Биография
Родился в 1895 году в Тебердинском селении. 1 октября 1914 г. поступил в запасную сотню Черкесского конного полка Кавказской туземной конной дивизии с 5 мая 1915 года активно участвовал в боях 3-й сотни Черкесского полка. В 1916 году награждён Георгиевской медалью 4 степени — (№ 938671).
«Во время боя у деревни Буда 16 декабря 1916 года, когда сотне было приказано отойти на другую позицию, под сильнейшим ружейным, пулеметным и артиллерийским огнём противника, 4 всадника, при особо трудных условиях, на глазах у наступающего противника, вынесли своего тяжелого раненного взводного урядника».
По возвращении с фронта, в январе 1918 г. активно участвовал в становлении Советской власти в Баталпашинском отделе. Он организовывал красногвардейские отряды, одним из которых сам и руководил, принимал активное участие в подавлении выступлений в оппозиции в селе Георгиевско-Осетинском, станице Кардоникской (под руководством офицеров Маслова и Биязырова), а также разгроме отряда ротмистра Андреева. 25 января 1919 г. поступил на службу в Карачаевский конный полк, стал помощником командира сотни и получил чин хорунжего и два Георгиевских креста 4-й и 3-й степени. Байкулов в автобиографии утверждал, что работал у белых по заданию Ревкома лишь писарем учебной команды до 15 июня 1919 г., занимаясь расположением рядов. После этого до марта 1920 г., скрываясь от белых, работал членом Тебердинской подпольной организации. После восстановления Советской власти был уполномоченным по борьбе с бандитизмом и контрреволюцией, а также был избран в состав Тебердинского ревкома.
О том чем занимался Байкулов во время восстания в Карачае летом-осенью в 1920 г., он умалчивает, однако впоследствии был назван «одним из организаторов бандитского движения в 1920 г.» Вполне возможно, что, как и многие, он к восстанию примкнул, что не помешало ему в декабре 1920 г. стать кандидатом в члены РКП (б), а весной в 1921 г. — полноправным членом партии. Обязанный своим назначением одному из лидеров оппозиции (Н. Токову), М. Карабашев всячески поддерживал своего патрона. Само собой, что и Ш. Байкулов оказался в том же лагере.

## Убийство Байрамукова Джатдая
В начале 1922 г. оппозиция начинает вершить суд. Под прикрытием буденовцев арестовывают и расстреливают Барисбия Дудова и Даута Узденова, ближайших соратников Джатдая Байрамукова. 24 февраля в ауле Хурзук, в местности «Большая поляна» под личным руководством Ш. Байкулова карательный отряд из 7 милиционеров выстрелом в спину убивают Джатдая Байрамукова. Через день после убийства Байрамукова, от лица ЧВПС была выражена «глубокая благодарность» и он получил в награду револьвер системы «Наган». Подписали благодарность зам. председателя ЧВПС В. Соколов и комбриг 11 бригады Дмитриев. Затем 27 февраля последовало новое награждение «за полезную работу по наведению революционного порядка в Карачае». Председатель ЧВПС Островский вновь выражал Шогаибу «от лица Военсовещания благодарность» и в знак признательности Совещание преподнесло Байкулову ещё один пистолет- теперь «Маузер». Оставаясь уполномоченным от ЧВПС, пытаясь оправдать оказанное ему доверие, максимально жестко проводил «возложенную на него работу» в разных округах района. К этой работе относились, аресты и расстрелы 21 жителя Карачая. Спустя годы на вопрос об убийстве Джатдая Байрамукова, Шогаиб нехотя, уклончиво ответил: «Времена были такие. Что поделаешь… Какие времена, такие и мы». Как и большинство его современников, подвергался репрессиям, находился в заключении и лагерях. Он дожил до старости, был персональным пенсионером, активным общественником, участвовал во встречах с молодежью, ушел из жизни в 1970 году.